# Пламмер, Рут
Элизабет Рут Пламмер — профессор экспериментальной онкологической медицины в Ньюкаслском университете и онколог, специализирующаяся на лечении пациентов с меланомой. Руководит Исследовательским центром исследований рака сэра Бобби Робсона, созданным Фондом сэра Бобби Робсона для проведения ранних стадий клинических испытаний. Пламмер и её команда выиграли в 2010 году премию за трансляционные исследования рака от Cancer Research UK за свою работу об использовании рукапариба для лечения рака яичников. Пламмер была избрана членом Британской академии медицинских наук в 2018 году.

## Образование и карьера
Пламмер изучала доклиническую медицину в Кембриджском университете и защитила докторскую диссертацию, а также провела клинические исследования в Оксфордском университете.
Затем она вернулась в Ньюкасл, работала в Северном институте исследований рака при Ньюкаслского университета. Среди своих научных интересов она называет восстановление ДНК и ранние испытания новых лекарств.
Пламмер — профессор экспериментальной медицины рака в Северном институте исследования рака Университета Ньюкасла и почётный консультант-онколог больницы Ньюкасла. Она директор Исследовательского центра онкологических исследований сэра Бобби Робсона при Северном центре лечения рака, специализированного подразделения клинических исследований в региональном онкологическом центре. Пламмер также возглавляет Центр экспериментальной онкологической медицины Ньюкасла и Онкологический центр CRUK в Ньюкасле.

## Научная работа
Пламмер была первым клиницистом, выписавшим в 2003 году рецепт на противораковый препарат «Рукапариб», ингибитор PARP. Она руководила ранними клиническими испытаниями комбинации рукапариба (AG014699) и темозоломида у пациентов с распространёнными со́лидными опухолями и обнаружила, что лекарство хорошо переносится. Она также руководила ранними исследованиями, которые подтвердили безопасность комбинации рукапариба и препарата карбоплатина при запущенных солидных опухолях. После успешных клинических испытаний в 2016 году рукапариб в 2018 году получил условную лицензию ЕС.
Пламмер также руководила исследованиями по внедрению в клинику нового типа препарата, ингибитора ATR, на ранних стадиях клинических испытаний. ATR, атаксия-телеангиэктазия и Rad3-родственный белок, регулирует реакцию клеток на стресс и может способствовать восстановлению ДНК. Проводятся исследования PARP для помощи пациентам с раком молочной железы, связанным с поломками гена BRCA.
Пламмер возглавляет Cancer Research UK New Agents Committee и Scientific Advisory Board for Target Ovarian Cancer. Она член Комитета клинических исследований Великобритании по исследованию рака и Группы стратифицированных лекарственных средств Совета медицинских исследований. Она входит в состав клинического консультативного совета Karus Therapeutics и является научным консультантом CV6 Therapeutics.

## Награды и почести
Пламмер была избрана членом Академии медицинских наук в 2018 году. Академия отметила, что она «имеет ведущую в мире репутацию в разработке и проведении ранних фаз клинических испытаний. Она взяла в клинику много новых лекарств от рака, чтобы определить их оптимальную дозу, которые затем стали стандартными методами лечения с доказанной для пациентов пользой».
За свою работу по испытаниям ингибиторов PARP (за трансляционные исследования рака) она получила в 2010 году премию от Cancer Research UK.
Пламмер была назначена членом Ордена Британской Империи (MBE) в честь Дня Рождения 2022 года за заслуги перед медициной.